# NGC 1111
NGC 1111 (również IC 1850 lub PGC 1426583) – galaktyka spiralna (S), znajdująca się w gwiazdozbiorze Barana. Odkrył ją Albert Marth 2 grudnia 1863 roku. Identyfikacja obiektu NGC 1111 nie jest pewna, gdyż pozycja podana przez Martha jest niedokładna i nic w niej nie ma. Niektóre katalogi i bazy obiektów astronomicznych (np. baza SIMBAD) za NGC 1111 uznają galaktykę PGC 10719.